# 全喙马先蒿
全喙马先蒿（学名：Pedicularis aschistorhyncha）为列当科马先蒿属的植物，是中国的特有植物。分布于中国大陆的西藏等地，生长于海拔3,400米至3,600米的地区，多生在沼泽草甸中，目前尚未由人工引种栽培。